# Esterházy Ferenc (főkapitány)
Gróf Esterházy Ferenc (Sempte, 1641. február 17. – Keresztúr, 1683. október 16.) semptei főkapitány, somogyi főispán.

## Élete
Esterházy Miklós nádor és Nyáry Krisztina fia, a fraknói ág tagja.
1662-től aranysarkantyús vitéz és Pápa kapitánya, ahol a rekatolizációban is jeleskedett. A ferences rend 1660-ban az ő hívására tért vissza Pápára. Ő építtette fel 1678-1680 között a templomukat és a kolostor nyugati, Barát utcai szárnyát. Később kamarás és királyi tanácsos lett.
1671-ben a Wesselényi-összeesküvésbe is belebonyolódott. Valószínűleg sógora, Thököly Imre pártjára állt, s egyben Thököly István kiskorú lányainak (sógornőinek) gyámja volt.
Első felesége Illésházy Ilona volt. E házasság azonban gyermektelen maradt. Második feleségét késmárki Thököly Katalin Krisztinát (Imre testvére) 1670. november 15-én az árvai várban vette feleségül, még a vár ostromának megkezdése előtt. Második házasságából származott gyermekei: Mária Róza, Krisztina Jozefa, Borbála, Antal, Franciska, Anna Terézia, József, Ferenc, Erzsébet.
Kismartonban temették el.